# Paul Vidal de la Blache

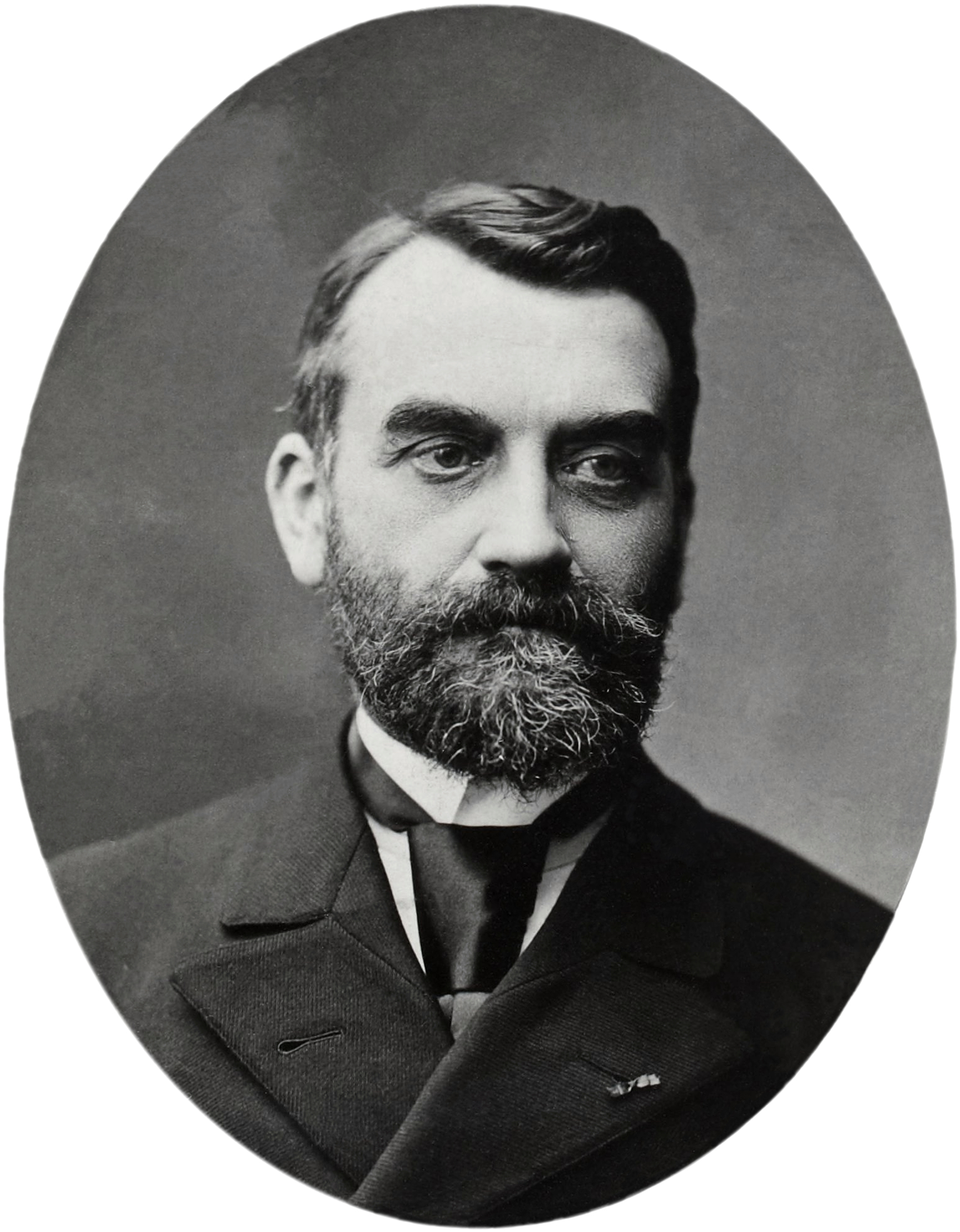
Paul Vidal de la Blache

Paul Vidal de la Blache (ur. 22 stycznia 1845 w Pézenas, zm. 5 kwietnia 1918 w Tamaris) – francuski geograf. Profesor uniwersytetu w Nancy (od 1872), École normale supérieure w Paryżu (od 1875), Sorbony (od 1898). Współredaktor wielkiej serii wydawniczej Géographie universelle i czasopisma "Annales de géographie". Założyciel Francuskiej Szkoły Geograficznej, zajmował się geografią społeczno-ekonomiczną. Od 1906 roku był członkiem Académie des sciences morales et politiques (jednej z pięciu akademii Institut de France).